# Jolanda Rossin
Jolanda Rossin (Frugarolo, 4 gennaio 1940 – 10 dicembre 2011) è stata una cantante italiana.

## Biografia
Nata in un paese in provincia di Alessandria, cominciò la carriera partecipando ad alcuni concorsi musicali in Piemonte.
Nel 1957 partecipò al concorso Voci e volti nuovi della fortuna (collegato alla Lotteria Italia), e venne notata da un discografico della Cetra, etichetta che la mise sotto contratto.
Nel 1960 vinse il festival della Canzone Italiana di Buenos Aires e partecipò a Canzonissima con Tango della gelosia; l'anno successivo vinse il festival di Pesaro con Eclissi di sole in coppia con Luciano Tajoli.
Partecipò al Festival di Sanremo 1961 con Una goccia di cielo  e al Festival di Sanremo 1962 con Un'anima leggera  e Centomila volte .
Dalla seconda metà degli anni '60 continuò l'attività come cantante di crociera, fino al ritiro a vita privata nel 1977.

## Discografia parziale

### 45 giri
- 1959 - La vita mi ha dato solo te/Adorami (Philips, 363 379 PF)
- 1959 - Ma baciami/Il nostro refrain (Philips, 363 393 PF)
- 1959 - Ti prego/Les amants (Fonit Cetra, SP 699)
- 1960 - Lasciate star la luna/Tutto (Fonit Cetra, SP 745)
- 1960 - Ti adorerò/Basta un attimo (Carisch, VCA 26119)
- 1960 - Changò/Mah!...che si fa (Carisch, VCA 26123)
- 1960 - Tango della gelosia/Ripeti insieme a me (Carisch, VCA 26124)
- 1961 - Una goccia di cielo/Pozzanghere (Carisch, VCA 26129)
- 1961 - Da quando t'amo/Non dirlo a nessuno (Carisch, VCA 26130)
- 1961 - Carmen Ramona/La strada dei sogni (Carisch, VCA 26132)
- 1961 - Eclissi di sole/Sono tre parole (Carisch, VCA 26136)
- 1961 - Pietà per questo amore/Più forte di me (Carisch, VCA 26140)
- 1962 - Fino all'ultimo respiro/Momento meraviglioso (Carisch, VCA 26145)
- 1962 - Un'anima leggera/Centomila volte (Carisch, VCA 26146)
- 1963 - Acqui Terme/Una piccola cosa(Carosello, CI 20094)
- 1965 - La frontiera/Aria di festa - (Nuova Enigmistica Tascabile NET 549)

### 45 giri flexy disc
- 1960 - Quando vien la sera - (Nuova Enigmistica Tascabile C 3015)
- 1960 - Il nostro concerto - (Nuova Enigmistica Tascabile C 3036)
- 1960 - Amore abisso dolce - (Nuova Enigmistica Tascabile C 3038)
- 1960 - Invoco te - (Nuova Enigmistica Tascabile)

### 45 giri pubblicati fuori dall'Italia

#### Argentina
- 1962 - Deja tranquila a la luna/Todo (Fonit Cetra, SP 745)

### EP
- 1959: Jolanda Rossin e Elio Bigliotto (Jolanda Rossin canta: Summertime/Goodnight goodnight/La mazurka tirolese, cantata con Elio Bigliotto) (Philips, 421 864 PE)